# Црква Свете Тројице у Марганцу
Црква Свете Тројице у Марганцу, насељеном месту на територији Општине Трговиште, православни је храм који припада Епархији врањској Српске православне цркве.
Нема поузданих података о времену изградње цркве посвећене Светој Тројици, али на иконостасу стоји натпис да је осликан 1871. године, од стране зографа Зафира, који се потписао на престоној икони Свете Тројице. На иконостасу су 34 иконе, настале у периоду од 1871. до 1874. године.
Сликарство у олтарском простору се, према стилу, приписује радионици зографа Дичића.